# Vizcondado de Casablanca
El Vizcondado de Casablanca es un título nobiliario español creado el 24 de febrero de 1875 por el rey Alfonso XII a favor de Julián de Zulueta y Amondo, Coronel de Voluntarios de La Habana, Regidor, Alcalde y senador del Reino por La Habana, Cuba y por Álava.

## Vizcondes de Casablanca
|                          | Titular                                  | Periodo                  |
| Creación por Alfonso XII | Creación por Alfonso XII                 | Creación por Alfonso XII |
| ------------------------ | ---------------------------------------- | ------------------------ |
| I                        | Julián de Zulueta y Amondo               | 1875 - 1878              |
| II                       | Salvador de Zulueta y Samá               | 1885 - 1913              |
| III                      | Narciso de Zulueta y Martos              | 1915 - 1973              |
| IV                       | José Fernández de Lascoiti y de Zulueta  | 1974 - 1983              |
| V                        | Fabiola Fernández de Lascoiti y Franco   | 1986 - 2002              |
| VI                       | Tomás de la Vega y Fernández de Lascoiti | 2002 - actual titular    |

## Historia de los Vizcondes de Casablanca
- Julián de Zulueta y Amondo (1814-1878), I vizconde de Casablanca, I marqués de Álava.

1. Casó con Francisca de los Dolores Samá y de la Mota.
2. Casó con su sobrina Juliana Ruiz de Gámiz y Zulueta.
3. Casó con su sobrina María, hermana de la anterior. Le sucedió, de su primer matrimonio, su hijo;

- Salvador de Zulueta y Samá (1851-1913),  II vizconde de Casablanca, II marqués de Álava.

1. Casó con María de las Angustias de Martos y de Aizcún, I baronesa de Spínola. Le sucedió su hijo:

- Narciso de Zulueta y Martos (1888-1973),  III vizconde de Casablanca, III marqués de Álava.

1. Casó con María de la Concepción Narváez y Ulloa. Sin descendientes. Le sucedió, de su hermana María de las Angustias de Zulueta y Martos, II baronesa de Spínola, que casó con José Fernández de Lascoiti y Jiménez (1880- ? ), II barón de la Andaya, conde pontificio de Lascoiti, el hijo de ambos, por tanto su sobrino:

- José Fernández de Lascoiti y de Zulueta (1902- ? ), IV vizconde de Casablanca, IV marqués de Álava, III barón de Spínola, III barón de la Andaya, conde pontificio de Lascoiti.

1. Casó con Ana Gonzalo y Fanlo. Sin descendientes. Le sucedió, de su hermano Luis Fernández de Lascoiti y Zulueta (1909-1962), que casó con María del Carmen Franco y Rojas, la hija de ambos, por tanto su sobrina:

- Fabiola Fernández de Lascoiti y Franco (n. en 1935),  V vizcondesa de Casablanca, V marquesa de Álava, IV baronesa de Spínola, IV baronesa de la Andaya.

1. Casó con Tomás de la Vega y Gómez-Acebo. Le sucedió, por cesión, su hijo:

- Tomás de la Vega y Fernández de Lascoiti, VI vizconde de Casablanca.

1. Casó con Julia Tortosa y de la Iglesia.